# 키르기스인
키르기스인(키르기스어: кыргыздар, قىرغىزدار, 러시아어: киргизы, 영어: Kyrgyz)는 주로 키르기스스탄에 살고 있는 투르크계 민족이다. 인구는 약 663만 명으로 추정된다.

## 역사
키르기스인들은 카자흐인들과 기원이 같은 튀르크인들이며 철륵의 후예들이다. 키르기스인과 카자흐인은 원래 현재 키르기스스탄과 카자흐스탄에 살지는 않았고 고대와 중세에는 예니세이 강 상류에 살고 있었으며 몽골계 유목 국가인 유연에 속해있었다. 그래서 이들은 서쪽에 살고 있던 튀르크인들과 달리 외모적으로 몽골로이드 성향이 보인다. 중앙아시아 카스피해 북부에서 나타난 유로피드 투라니드(Europid Turanid) 계통의 튀르크족 돌궐이 동쪽으로 진출하여 몽골 지역을 정복하고 유연을 멸망시키면서 이들은 튀르크화된다.
철륵은 돌궐의 문화를 받아들이고 키르기스인과 카자흐인으로 나뉘어 진다.
예니세이 강 상류에서부터 넓은 지역으로 유목과 농업을 병행 하던 키르기스인과 카자흐인은 돌궐과 인도유럽어족 유목민들이 서진을 하자 중세에 예니세이 강 상류에서부터 서쪽으로 이동하여 키르기스인은 산이 많은 오늘날의 키르기스스탄 지역에 정주하였고 카자흐인은 스텝 지역이 있는 오늘날의 카자흐스탄 지역에 정착하였다.

## 문화
현재에는 도시화되어 도시에서 사는 사람들이 많으나 현재에도 유목 생활을 하며 소, 양 등 가축들을 키우기도 한다.

### 종교
주로 이슬람교를 믿으며 수니파가 많다.

## 언어
크르그스 큽차크어파(Kyrgyz–Kipchak) 크르그스어군을 사용한다.

## 같이 보기
- 중국의 민족
- 중국 키르기스족